# Ludwig Bell
Carl Ludwig Bejamin Bell, född 16 juli 1980 i Råsunda församling, Stockholms län, är en svensk musiker och läkare.

## Biografi
Ludwig Bell är uppvuxen i Solna. Som sjuåring började han ge röst åt tecknade filmer och fick även roller i radioteatrar. Femton år gammal startade Bell sitt första band, Pork. År 2000 startade Bell tillsammans med vänner bandet Dreamboy. Bandet uppmärksammades av producenten Ronald Bood, vilket ledde till ett skivkontrakt och en turné som förband till Sahara Hotnights. 
2005 började ett samarbete mellan Bell och Annika Norlin. Bell och Norlin spelade in duetten "I Thought You Said Summer Is Going to Take the Pain Away" till Hello Saferides debutalbum, Introducing...Hello Saferide. 2007 släpptes Dreamboys debutalbum, It means the world to me. Bandet åkte på turné i Japan, men skivbolaget gick i konkurs och bandet fick stora skulder. Bandet tog en paus och Bell började i stället spela i bandet Pasadena. Sommaren 2009 började Bell skriva svensk musik. Ett år senare släppte han sitt första soloalbum, Jag har försökt förklara.
Efter studier på läkarprogrammet blev Ludwig Bell klar med sin AT-tjänstgöring år 2019 och fick sin läkarlegitimation. Han arbetar (2023) på Sankt Görans sjukhus i Stockholm.

## Diskografi
Album
- 2007 – It means the world to me (Dreamboy)
- 2010 – Jag har försökt förklara
- 2013 – Jag måste räknat fel

### Singlar
- 2005 – "Dance with me" (Dreamboy)
- 2007 – "What have I done" (Dreamboy)
- 2010 – "Jag är en idiot"
- 2010 – "Kärlek slutar alltid med bråk"
- 2010 – "Vinklar"